# Episodi di Captain Tsubasa (seconda stagione)

I giocatori più forti delle squadre giovanili al campionato di Parigi. In senso di lettura: Napoleon, Pierre, Diaz, Muller, Tsubasa, Schneider e Hernandez.

Questa è la lista degli episodi della seconda stagione dell'anime Captain Tsubasa, prodotta da Studio Kai e diretta da Katsumi Ono. Comprende gli episodi dal 53 al 91 della serie animata, per un totale di 39 episodi.
È stata trasmessa in Giappone su TV Tokyo dal 1º ottobre 2023 al 30 giugno 2024 ed è stata pubblicata in simulcast in versione sottotitolata in italiano su Crunchyroll. I primi 27 episodi sono stati trasmessi in Italia su Boing dal 17 febbraio al 25 marzo 2025, mentre gli ultimi 12 dal 5 al 23 maggio dello stesso anno. 
La stagione adatta l'arco narrativo del Junior Youth Arc (ジュニアユース編?, Juniayūsu hen), il torneo internazionale giovanile svolto a Parigi nel quale Tsubasa e la sua squadra affrontano i giocatori più forti del panorama calcistico mondiale.

## Lista episodi
| Nº tot.                                                          | Nº st. | Titolo italiano Giapponese 「Kanji」 - Rōmaji | In onda          | In onda          |
| Nº tot.                                                          | Nº st. | Titolo italiano Giapponese 「Kanji」 - Rōmaji | Giapponese       | Italiano         |
| Junior Youth Arc (ジュニアユース編?, Juniayūsu hen) (39 episodi) |        | |                  |                  |
| 53                                                               | 1      | Una nuova sfida 「新たなる挑戦」 - Arata naru chōsen | 1º ottobre 2023  | 17 febbraio 2025 |
| 53                                                               | 1      | Karl Heinz Schneider, nonostante debba molto alla squadra giovanile dell'Amburgo, annuncia il suo imminente trasferimento al Monaco per la prospettiva futura più allettante della Bundesliga e dimostra al suo compagno Wakabayashi che ormai è in grado di batterlo. Schneider lascerà la squadra dell'Amburgo solo dopo aver giocato contro la nazionale giovanile giapponese, la quale, in vista del campionato internazionale giovanile in Francia, ha organizzato un ritiro di allenamento a Shizuoka e una trasferta in Europa. Tsubasa, con il piede ancora convalescente, ne approfitta per studiare il portoghese con Carlos e segue con piacere le prime vittorie dei suoi compagni contro tre squadre delle scuole superiori, tra cui quella dell'accademia Toho. Sanae, dopo aver scoperto che Kumi è innamorata di Tsubasa, decide di fare il primo passo andando a casa del ragazzo a dichiararsi, ma non riesce nell'intento. I compagni della nazionale giovanile hanno riservato la maglia numero 10 per Tsubasa anche se probabilmente non parteciperà alla trasferta in Europa, e si apprestano a sentire quali titolari sono stati scelti. |                  |                  |
| 54                                                               | 2      | Di nuovo avversari 「旧敵への挨拶」 - Kyū teki e no aisatsu – "Il saluto a un vecchio avversario" | 8 ottobre 2023   | 18 febbraio 2025 |
| 54                                                               | 2      | La squadra giapponese capitanata da Hyuga arriva in Europa e si appresta a sfidare l'Amburgo di Schneider e Wakabayashi. Quest'ultimo afferma che senza Tsubasa la squadra del Giappone non ha possibilità di vittoria, e lo dimostra parando tutti i tiri effettuati dai suoi avversari all'inizio della partita. L'Amburgo, su richiesta di Wakabayashi, non forza l'attacco per mettere alla prova il Giappone e Schneider inizia a giocare distratto, deluso dall'assenza dei suoi genitori tra il pubblico. Dopo diverse critiche degli spettatori rivolte alla squadra tedesca, Hermann Kaltz decide di passare all'attacco. Hyuga, furioso per essere stato sottovalutato, si lancia contro Wakabayashi ma viene fermato da Schneider, che compone l'azione per un primo gol. Intanto Tsubasa si rimette in forma più velocemente del previsto e raggiunge i suoi amici in Europa. |                  |                  |
| 55                                                               | 3      | Il guerriero 「プロの戦士！」 - Puro no senshi! – "Un guerriero professionista!" | 15 ottobre 2023  | 19 febbraio 2025 |
| 55                                                               | 3      | Nello scontro tra Amburgo e Giappone il primo tempo si conclude con un 2-0. Tsubasa sta raggiungendo il campo di gioco per disputare il secondo tempo e conosce Gino Hernandez, il portiere della nazionale italiana, mentre aiuta Marie, la sorellina di Schneider caduta in mezzo alla strada. Dopo l'intervallo il Giappone prevede di recuperare subito un gol, ma Schneider non lo permette e segna il terzo punto per la sua squadra, sotto il tifo di Marie. Tsubasa è arrivato ed è pronto a scendere in campo, ma Hyuga e Matsuyama non sono d'accordo, sia per rispetto verso gli altri giocatori non convocati, sia perché sono sicuri di recuperare lo svantaggio, al punto che Hyuga se ne assume la responsabilità come capitano. Causa infortuni, i gemelli Tachibana e Wakashimazu vengono sostituiti da Sorimachi, Sano e Morisaki, e il Giappone subisce altri tre gol da Schneider. All'ultimo minuto Wakabayashi concede un gol a Hyuga e a fine partita gli rincara il suo disappunto per non aver fatto schierare Tsubasa, facendo arrabbiare l'attaccante. Quest'ultimo, come promesso in caso di sconfitta, cede il ruolo di capitano a Matsuyama. |                  |                  |
| 56                                                               | 4      | Ripartire da zero 「ゼロからの再出発」 - Zero kara no sai shuppatsu – "Ripartenza da zero" | 22 ottobre 2023  | 20 febbraio 2025 |
| 56                                                               | 4      | Hyuga ha ricevuto in regalo dal coach Kira una palla medica con cui allenarsi e tentare di raggiungere il Fire Shoot di Schneider, ma il peso del pallone sforza troppo la sua gamba. La nazionale giovanile giapponese si scontrerà in un girone all'italiana con il Brema e con la nazionale giovanile italiana, Tsubasa resta ancora fuori dalla formazione e Wakabayashi, entrato nella squadra, ne critica la decisione. Il Brema vince 3 a 2 contro il Giappone schierando i suoi due migliori attaccanti, Franz Schester e Margus, solo nel primo tempo, ma perde contro l'Italia 0 a 1 grazie all'infallibile portiere Zino Hernandez. Dopo questi due scontri, la squadra italiana si rifiuta di giocare contro quella giapponese ritenendo di nulla utilità la partita. Al solo sentire questa notizia Tsubasa si lancia dagli spalti, scarta tutti i giocatori italiani in campo e segna un gol con il suo tiro guidato; anche se questa dimostrazione non è servita a convincere la giovanile italiana a tornare sui suoi passi, i compagni di Tsubasa sono d'accordo ad accoglierlo in squadra assieme a Wakabayashi e presto, annuncia l'allenatore, si ricongiungerà a loro anche Misaki. |                  |                  |
| 57                                                               | 5      | Un altro fuoriclasse 「もうひとりの実力者」 - Mō hitori no jitsuryoku sha – "Un altro abile giocatore" | 29 ottobre 2023  | 21 febbraio 2025 |
| 57                                                               | 5      | Katagiri chiede a Misaki di entrare nella giovanile giapponese interrompendo una sfida tra lui ed Elle Sid Pierre, campione del Bordeaux e titolare della giovanile francese che si è recato a Parigi appositamente per misurarsi con Misaki. Quest'ultimo è indeciso se accettare o meno l'offerta di Katagiri perché dopo tre anni di mancati allenamenti non si sente più all'altezza di giocare con i suoi vecchi compagni, ma vuole comunque mettersi alla prova e sfida la giovanile francese entrando abusivamente nello stadio dove si allena. Dopo essere riuscito a scartare tutti i giocatori, compreso Pierre, e a segnare un gol con l'assist di un giocatore sconosciuto, decide di entrare nella squadra giapponese. Il Giappone affronta il Monaco; Schneider è già entrato nella squadra anche se per il momento non scende in campo, così come Wakabayashi. Tsubasa invece si trova in posizione d'attacco per la prima volta dopo tanto tempo, e riesce subito a segnare un gol con il tiro guidato, che lascia tutti a bocca aperta. Il Monaco prende le redini del gioco ma Tsubasa arresta la loro avanzata e punta nuovamente alla loro rete. |                  |                  |
| 58                                                               | 6      | All'attacco! La nazionale giovanile giapponese! 「躍動！日本代表ジュニアユース！」 - Yakudō! Nippon Daihyō Junia Yūsu! – "L'impetuosa nazionale giovanile del Giappone" | 5 novembre 2023  | 24 febbraio 2025 |
| 58                                                               | 6      | Hyuga segna un secondo gol per il Giappone. Il Monaco torna ad attaccare ma grazie a due belle parate di Wakashimazu non rimonta i due punti prima dell'intervallo. Meier e gli altri attaccanti del Monaco tentano inutilmente di segnare anche nel secondo tempo, i difensori invece si concentrano su Tsubasa e si lasciano sfuggire le azioni condotte dagli altri giocatori giapponesi. Matsuyama effettua un gol con un nuovo tiro, che battezza "Eagle Shot". Negli ultimi cinque minuti Morisaki sostituisce Wakashimazu perché ancora risente della ferita alla mano; Nitta tenta un tiro colpendo la traversa, e fortunatamente Tsubasa recupera la palla con una rovesciata segnando un'altra rete. La partita si conclude con un 4-0 per il Giappone e Schneider si ritiene soddisfatto di averla seguita. Il Giappone conquista altre vittorie, 4-0 contro l'Amsterdam e 3-1 contro il Belgio, prima di arrivare in Francia per l'inizio del campionato. |                  |                  |
| 59                                                               | 7      | Tutti a Parigi! 「パリ大集結!!」 - Pari dai shūketsu!! – "Gran riunione a Parigi!!" | 12 novembre 2023 | 25 febbraio 2025 |
| 59                                                               | 7      | La squadra giapponese si è trasferita a Parigi e Tsubasa, che non riesce a stare senza allenarsi, esce alla prima occasione correndo con il suo pallone e incontra Misaki sotto la Torre Eiffel. Nel primo allenamento di squadra la coppia di Tsubasa e Misaki si dimostra ancora affiatata come un tempo, Wakabayashi però giudica scadenti tutte le prestazioni della squadra. Quella sera il portiere spiega a Tsubasa che è sua precisa intenzione far arrabbiare i loro compagni per spingerli a fare di meglio. Hyuga ascolta di nascosto la loro conversazione e il giorno seguente asseconda i commenti di Wakabayashi. Sempre durante gli allenamenti, Matsuyama propone all'allenatore di assegnare a Tsubasa il ruolo di capitano, riconoscendo in lui il talento di saper guidare la squadra. Il torneo internazionale inizia con una cerimonia a cui sono presenti tutte le dodici squadre, le eliminatorie saranno dei gironi all'italiana con gruppi da tre squadre e i primi a disputare saranno il Giappone e l'Italia. |                  |                  |
| 60                                                               | 8      | Taro Misaki 「ボクは岬太郎」 - Boku wa Misaki Tarō – "Io sono Taro Misaki" | 19 novembre 2023 | 26 febbraio 2025 |
| 60                                                               | 8      | Dopo aver lasciato la Nankatsu per trasferirsi assieme a suo padre, Misaki si unì alla squadra Nishimine e fece nuove amicizie. Lì continuò a giocare a calcio esercitando il suo talento e facendo sbocciare quello dei suoi amici, in particolare Mitsuru, sempre oppresso dallo studio ma con una gran voglia di giocare. La madre di Misaki, Yumiko, contattò il suo ex marito dopo anni di separazione e gli propose di affidare a lei Taro, così da poter essere libero di andare a Parigi a studiare arte. Egli infatti ebbe sempre rinunciato a questa occasione per restare in Giappone e far coltivare al figlio la sua passione per il calcio. Giorni dopo, il padre di Misugi lo accompagnò da sua madre ma il ragazzo si accontentò di vederla in volto per la prima volta, restando fuori dal cancello di casa, e chiese a suo padre di poter andare con lui in Francia. Ora Misaki è ufficialmente un giocatore della nazionale giovanile del Giappone, così come Misugi. Tsubasa accetta il ruolo di capitano ceduto da Matsuyama e l'allenatore annuncia la formazione iniziale che affronterà l'Italia. |                  |                  |
| 61                                                               | 9      | Inizia l'avventura! 「大いなる旅立ち！」 - Ōinaru tabidachi! – "Una partenza alla grande!" | 26 novembre 2023 | 27 febbraio 2025 |
| 61                                                               | 9      | Inizia la partita e i giocatori italiani rivolgono tutta la loro attenzione su Tsubasa. Anche Roberto Hongo, presente sugli spalti assieme alle altre squadre del campionato, assiste alla partita. Nella prima fase gli italiani notano di non riuscire a fermare il dribbling di Tsubasa, pertanto effettuano numerosi falli contro di lui fino a ricevere un cartellino giallo. Tsubasa calcia il tiro di punizione ma fa una finta, dietro di lui Matsuyama usa il suo Eagle Shot che viene parato. Subito dopo Hernandez passa il pallone a Tsubasa invece che ai suoi compagni e il centrocampista accetta la sfida: fa partire un tiro guidato che il portiere italiano riesce a parare, dimostrandosi un degno rivale di Tsubasa. La partita riprende e ancora una volta Tsubasa intraprende un'azione, seguito da Hyuga al quale finge più volte di passare la palla. Solo all'ultimo, quando è completamente smarcato, Hyuga riceve un passaggio, ma il suo tiro non va a buon fine. |                  |                  |
| 62                                                               | 10     | La coppia d'oro! Il grande ritorno! 「完全復活！黄金コンビ!!」 - Kanzen fukkatsu! Gōruden konbi!! – "Il gran ritorno della coppia d'oro!" | 3 dicembre 2023  | 28 febbraio 2025 |
| 62                                                               | 10     | Il primo tempo finisce in parità, nonostante numerosi tentativi di attacco da parte di tutti i giocatori giapponesi. Nel secondo tempo l'Italia attira la squadra avversaria verso la porta impedendole di segnare e, sguarnendo la loro difesa, conquistano la porta giapponese segnando il primo gol. La squadra prova a ripetere la strategia ma Wakashimazu difende bene la porta. L'allenatore decide di schierare Misaki, che assieme a Tsubasa ricompone la coppia d'oro della Nankatsu. Il duo si lancia subito all'attacco e superano a fatica la difesa italiana trovandosi faccia a faccia con il portiere Hernandez. Tsubasa rinuncia a un tiro in rovesciata perché troppo rischioso, decide di passarla a Misaki, verso cui si sposta il portiere, e la riceve indietro per poi metterla in porta. Grazie a un tiro combinato la coppia d'oro del Giappone segna un punto in una porta che sembrava impenetrabile (finora solo Schneider era riuscito a violarla) e pareggia con l'Italia. |                  |                  |
| 63                                                               | 11     | Il risveglio della tigre feroce 「猛虎の目覚め」 - Mōko no mezame | 10 dicembre 2023 | 3 marzo 2025     |
| 63                                                               | 11     | La squadra italiana sceglie un gioco più difensivo schierando un solo attaccante e quattro marcatori per Tsubasa e Misaki, al fine di proteggere la propria porta e terminare con un pareggio. Il ritmo della partita viene ripristinato proprio dai due attaccanti giapponesi che provano un'ultima azione a pochi minuti dalla conclusione. Misaki viene fermato dalla difesa italiana che commette un fallo, mentre Tsubasa, trattenuto per la maglietta, sfugge comunque agli avversari e tira due volte in porta ma senza successo. Hyuga sopraggiunge da dietro ed effettua il "neo tiro della tigre", frutto degli allenamenti con la palla medica, che grazie alla sua potenza oltrepassa la presa di Hernandez ed entra in rete. Il Giappone vince per 2 a 1 sotto le urla di gioia del pubblico, e anche l'Italia si complimenta con loro e si scusa per non avergli concesso la partita amichevole. Roberto, visto sugli spalti da Katagiri, non vuole incontrare Tsubasa e finge di essere qualcun altro. La Germania batte il Canada per 4 a 0, l'Uruguay guidato da Ramon Victorino vince contro il Belgio per 3 a 1, e sta per iniziare la partita della Francia contro l'Inghilterra. |                  |                  |
| 64                                                               | 12     | Destinati alla vittoria 「優勝への宿命」 - Yūshō e no shukumei – "Il destino verso la vittoria" | 17 dicembre 2023 | 4 marzo 2025     |
| 64                                                               | 12     | La Francia è sotto pressione per il tifo che il pubblico fa alla squadra di casa, e l'Inghilterra ne approfitta per segnare con un'azione coordinata. Due avanzate di Elle Sid Pierre, effettuate in solitaria, non vanno a buon fine. Nel frattempo Louis Napoleon, il ragazzo che ha affiancato Misaki nel tiro amichevole dopo gli allenamenti della squadra francese, sbuffa in panchina contro l'allenatore cercando di convincerlo a schierarlo in campo, anche se è entrato da poco nella giovanile francese. Quando l'allenatore gli permette di giocare, Napoleon corre subito verso la porta inglese e, con un assist di Pierre, sfoggia il suo Cannon Shoot e segna il gol del pareggio. La coppia ripete l'azione altre due volte nel secondo tempo e la Francia vince contro l'Inghilterra per 3 a 1. La prima giornata di campionato termina con tre giocatori che hanno effettuato una tripletta: Schneider, Victorino e Napoleon. Nella seconda giornata hanno luogo le partite Germania - Portogallo, con esito 4-1 dovuto a un'altra tripletta di Schneider, Uruguay - Spagna terminata con 1-0, e Inghilterra - Costa Rica conclusa con il risultato di 2-0. La quarta partita della giornata vede sfidarsi l'Argentina e l'Italia, il cui portiere Hernandez però è in panchina, infortunato alla mano destra. |                  |                  |
| 65                                                               | 13     | La promessa 「星空の誓い」 - Hoshizora no chikai – "Giuramento sotto il cielo stellato" | 24 dicembre 2023 | 5 marzo 2025     |
| 65                                                               | 13     | Katagiri rintraccia Roberto e scopre che attualmente è l'allenatore degli esordienti del São Paulo in trasferta a Parigi. Roberto ricorda i giorni in cui ha conosciuto Tsubasa e i successivi allenamenti condivisi con lui, al quale è molto grato per avergli ridato l'entusiasmo per il calcio, ma crede di non avere più il diritto di incontrarlo dopo avergli tolto la speranza di portarlo con sé in Brasile. Katagiri confida a Roberto che il ragazzo ha ritenuto di non essere ancora all'altezza del calcio brasiliano e si è allenato duramente durante le scuole medie, e gli chiede di essere di nuovo il suo allenatore quando Tsubasa si trasferirà in Brasile. L'Argentina ottiene una vittoria schiacciante contro l'Italia di ben 5 punti a 0; buona parte del merito va al centrocampista Juan Diaz che ammette di essersi ispirato all'azione di Tsubasa e Misaki per segnare a Hernandez, e non vede l'ora di misurarsi con Tsubasa. Quella sera la squadra giovanile giapponese si riunisce nel campo dello stadio per confidarsi le sue impressioni sulla bravura di molti giocatori provenienti da altre parti del mondo, e giurano sotto il cielo stellato di vincere il campionato. Il giorno seguente, il terzo del campionato, la Francia vince contro la Costa Rica con una seconda tripletta di Napoleon, e ha inizio la partita tra il Giappone e l'Argentina che decreterà quale squadra avanzerà di girone. |                  |                  |
| 66                                                               | 14     | Mai arrendersi 「ネバーギブアップ」 - Nebā Gibu Appu – "Never Give Up" | 7 gennaio 2024   | 6 marzo 2025     |
| 66                                                               | 14     | Per accedere alle semifinali il Giappone deve assolutamente vincere, mentre invece all'Argentina basta pareggiare perché ha ottenuto più gol nella partita contro l'Italia. Prima del calcio d'inizio Juan Diaz fa sapere a Tsubasa che Roberto si trova nello stadio, e il centrocampista giapponese rimane distratto per tutta la fase iniziale della partita, cercando di giocare al meglio per fare bella figura. Diaz e Pascal, il suo compagno e migliore amico, ne approfittano per segnare tre reti al Giappone, usando addirittura il tiro guidato di Tsubasa. Misaki si è accorto dell'umore di Tsubasa ed evita di passargli la palla, ma non riesce ugualmente a sfondare la difesa argentina. Quando il capitano si riprende, avanza col pallone e si scontra con Diaz; Misaki recupera la palla dopo la caduta dei due giocatori e prosegue con Tsubasa. La coppia usa la sua intesa per scartare anche Pascal, dopodiché Tsubasa effettua il suo tiro guidato che non è diretto in porta, per il quale la difesa argentina ha già preso contromisure, bensì a Hyuga che lo rilancia al volo e segna il primo punto. |                  |                  |
| 67                                                               | 15     | Il contrattacco della nazionale giovanile giapponese 「逆襲の日本代表」 - Gyakushū no Nippon daihyō – "La giovanile del Giappone passa al contrattacco" | 14 gennaio 2024  | 7 marzo 2025     |
| 67                                                               | 15     | Diaz è preoccupato dalla determinazione degli avversari e cerca subito di segnare un altro goal, ma senza riuscirci. I gemelli Tachibana eseguono un salto doppio Skylab Hurricane saltando sui piedi di Jito steso a terra, poi tenendosi per mano raggiungono in volo il pallone e lo calciano insieme in rete, con un tiro chiamato Twin Shoot; cadendo, però, sbattono sui pali della porta e devono farsi sostituire da Sano e Izawa. Nel secondo tempo si infervora la sfida tra Tsubasa e Diaz: i due sembrano essere pari sia per forza fisica che per prontezza di esecuzione. In prossimità della porta argentina Tsubasa prova a segnare con un salto mortale, l'abilità usata da Diaz nel primo tempo, ma il centrocampista argentino glielo impedisce e avvia una controffensiva, abilmente respinta da Wakashimazu. Il Giappone torna nuovamente in attacco, Hyuga passa la palla a Tsubasa che si sente in dovere di segnare dopo tutti gli sforzi fatti dai suoi compagni, ma Diaz lo ferma ancora una volta in rovesciata. A quel punto Tsubasa vede passare Misaki e affida a lui la palla, che finisce in rete. Le due squadre ora sono in parità, per 3 a 3. |                  |                  |
| 68                                                               | 16     | Una partita combattuta 「シーソーゲームの攻防」 - Shīsōgēmu no kōbō – "Attacchi e difese di una partita altalenante" | 21 gennaio 2024  | 10 marzo 2025    |
| 68                                                               | 16     | Con l'ultimo gol del Giappone Diaz viene preso dallo sconforto, ma quando i suoi amici gli ricordano che contano su di lui sale subito in attacco scartando tutti i giocatori avversari, persino Wakashimazu, e segna il quarto gol. Riprende il testa a testa tra Tsubasa e Diaz, e a sbloccare il gioco ci pensa Matsuyama: Tsubasa gli passa la palla e si smarca da Diaz, in modo da poterla ricevere e calciarla a Hyuga, che la mette in rete sfruttando i suoi duri allenamenti. A soli dieci minuti dalla fine del gioco le due squadre sono di nuovo in parità. Diaz vuole impedire che il Giappone faccia altri gol e riprende a seguire Tsubasa, che ha fornito tutti gli assist utili a segnare. Alla prima occasione l'allenatore giapponese fa entrare Misugi in campo, che giocherà per la prima volta nel campionato. |                  |                  |
| 69                                                               | 17     | Il ritorno del principe del campo! 「貴公子復活！！」 - Kikōshi fukkatsu!! – "Il ritorno del giovane nobile!!" | 28 gennaio 2024  | 11 marzo 2025    |
| 69                                                               | 17     | Gli amici di Misugi ricordano i tempi passati e i momenti che hanno trascorso con lui. Appena entrato in campo, Misugi ruba la palla a Pascal e supera tutti gli altri giocatori argentini sfruttando le conoscenze sul loro gioco che ha acquisito osservandoli dalla panchina. Con una serie di passaggi, gli attaccanti giapponesi si avvicinano alla porta avversaria. Misugi passa la palla a Tsubasa, che viene fermato al volo da Juan Diaz, e dopo averla ripresa la tira in porta con una rovesciata. Il Giappone riesce così a rimontare e si porta in vantaggio di un gol con l'Argentina. |                  |                  |
| 70                                                               | 18     | Le migliori quattro 「ベスト４集結！」 - Besuto 4 shūketsu! – "Le quattro squadre migliori sono riunite!" | 4 febbraio 2024  | 12 marzo 2025    |
| 70                                                               | 18     | Mancano due minuti alla conclusione della partita. Diaz effettua subito un tiro guidato a distanza che viene parato da Wakashimazu, e poco dopo si porta presso la porta avversaria con l'aiuto di Pascal e supera la barriera difensiva con un tiro a banana, parato di faccia all'ultimo istante da Ishizaki, lanciato verso la palla da Jito. La partita si conclude a favore del Giappone per 5 punti a 4, Diaz e Tsubasa si scambiano le maglie in segno di reciproca ammirazione ed entrambi traggono dall'esito della partita un aspetto del proprio gioco che dovranno migliorare. Le quattro squadre passate alle semifinali sono la Germania, l'Uruguay, la Francia e il Giappone. Quella sera Tsubasa chiama Sanae per informarla della loro vittoria e la ragazza non riesce a parlargli dei suoi sentimenti per lui per colpa di Ishizaki che disturba la telefonata. Misaki informa Tsubasa che Roberto è in Francia come allenatore del São Paulo, che rientrerà in Brasile lo stesso giorno della loro semifinale con la Francia. Frattanto arriva all'aeroporto un robusto giocatore tedesco: Deuter Muller. |                  |                  |
| 71                                                               | 19     | Il tiro di fuoco 「火の玉の正体」 - Hinotama no shōtai – "La vera identità del pallone infuocato" | 11 febbraio 2024 | 13 marzo 2025    |
| 71                                                               | 19     | La prima semifinale vede sfidarsi Germania e Uruguay. Ramon Victorino segna un gol a solo 50 secondi dal fischio d'inizio, ma Schneider lo recupera pochi minuti dopo con un Fire Shot, a questi tiri seguono un altro gol di Victorino e un recupero di Schneider. Viene concesso un calcio di punizione all'Uruguay e la Germania mette in campo Deuter Muller, un ragazzo alto e robusto soprannominato "portiere fantasma", che chiede ai suoi di sciogliere la barriera e para senza problemi il tiro di Victorino. Da quando è entrato in gioco Muller l'Uruguay non riesce più a segnare e perde la sua garra charrúa (lo spirito combattivo), la Germania invece guadagna altri gol grazie a Schneider, Margus, Schester e ancora Schneider e vince per 6 a 2. Schneider batte Diaz nei gol realizzati e la Germania si guadagna il posto nella finale. Nel frattempo l'allenatore dell'Argentina incontra Roberto, che sta per rientrare in Brasile, e gli annuncia che quello stesso giorno intende proporre a Tsubasa di entrare nella squadra argentina come professionista. |                  |                  |
| 72                                                               | 20     | Inizia la sfida! Giappone contro Francia 「開戦!! 日本対フランス」 - Kaisen!! Nippon tai Furansu – "Lo scontro ha inizio!! Giappone VS Francia" | 18 febbraio 2024 | 14 marzo 2025    |
| 72                                                               | 20     | L'allenatore del Giappone avverte i suoi giocatori della presenza di due figure portanti nella squadra francese, Napoleon e Pierre, e vuole che Soda e Misaki li marchino costantemente. A pochi minuti dall'inizio della partita, Hyuga, Misaki e Tsubasa rubano la palla a Pierre, e dopo una serie di altri passaggi Hyuga effettua un tiro della tigre diretto a Tsubasa, che mette la palla in rete. Il capitano Pierre è costretto a sfoderare il suo tiro speciale, lo Slider Shoot, che procede diritto ma cambia direzione proprio a ridosso della porta e fa recuperare alla Francia il gol subito. Durante l'avanzata di Pierre, Soda si è scontrato con Napoleon mentre cercava di rubargli la palla, i due si mettono a litigare e ricevono un cartellino giallo ciascuno. Alla ripresa del gioco Tsubasa attraversa il campo con l'aiuto di Misaki ed emula lo Slider Shoot anche se colpisce il palo della porta, lasciando sgomento Pierre, autore del tiro. Roberto lascia la sua squadra ritardando la sua partenza per il Brasile di un giorno, perché vuole andare a incontrare Tsubasa, e quando entra nello stadio incontra il coach argentino Barbas e assieme a lui assiste alla grandiosa azione di Tsubasa. Soda colpisce inavvertitamente Napoleon intento a recuperare la palla in volo e riceve un secondo cartellino, che stavolta sancisce la sua espulsione. Tsubasa cerca di mediare con l'arbitro spiegando che quella di Soda è stata un'azione involontaria, ma per tutta risposta riceve anch'egli un'ammonizione. |                  |                  |
| 73                                                               | 21     | Dieci contro undici 「10人VS.11人」 - 10 nin VS. 11 nin | 25 febbraio 2024 | 17 marzo 2025    |
| 73                                                               | 21     | Soda accetta l'espulsione e la partita riprende con un calcio di rigore per la Francia, che viene battuto da Pierre il quale spiazza Wakashimazu, portando la propria squadra in vantaggio. Anche Napoleon segna un gol e il Giappone, tentando di rimontare, si vede annullare due suoi gol, uno perché in fuorigioco e l'altro, effettuato da Tsubasa in rovesciata, viene considerato gioco pericoloso in quanto eseguita in mezzo ai difensori francesi. Tsubasa non desiste e ritorna all'attacco, segnando un gol anch'esso annullato perché la palla era entrata in rete un istante dopo il fischio della fine del primo tempo. Il tifo sostiene la squadra di casa e tutte le decisioni dell'arbitro che sfavoriscono il Giappone, ma l'allenatore assicura alla sua squadra che alla fine della partita contesteranno le ingiustizie subite. Il secondo tempo inizia sotto la pioggia e la Francia inizia a usare la trappola del fuorigioco per evitare altri gol. Malgrado ciò Tsubasa avvia una nuova azione e, una volta davanti alla porta, effettua un retropassaggio rivolto a Hyuga, che tira al volo e accorcia le distanze portando il punteggio sul 3-2 in favore della Francia. |                  |                  |
| 74                                                               | 22     | L'attacco di Pierre 「美獣の来襲」 - Bijuu no raishū – "L'assalto della splendida belva" | 3 marzo 2024     | 18 marzo 2025    |
| 74                                                               | 22     | La partita riprende e dopo un tiro fallito di Pierre è la volta di Napoleon e Bossi, ma il gol di quest'ultimo viene annullato per via di un'azione fallosa di Napoleon ai danni di Izawa. Ciò dimostra che l'arbitro non sta favorendo a senso unico la Francia. Izawa, ferito, lascia il campo e viene sostituito da Misugi. Tsubasa prova a superare da solo il capitano francese per risollevare lo spirito della squadra in caso di successo, ma viene scartato da Pierre, che sale con Napoleon ma cade nella trappola del fuorigioco applicata dalla difesa giapponese. Tsubasa prova di nuovo a dribblare Pierre e riesce a superarlo, poi effettua un tiro guidato che entra in rete. La Francia e il Giappone ora sono pari per 3-3. Pierre è demoralizzato per lo smacco appena subito ma grazie al tifo si risolleva e riporta la squadra all'attacco. Seguono altre azioni rese difficoltose dal suolo bagnato, e Pierre e Napoleon si preparano a una tecnica combinata fino a quel momento tenuta segreta. |                  |                  |
| 75                                                               | 23     | Misaki vs. Pierre 「岬VS.ピエール」 - Misaki VS. Piēru | 10 marzo 2024    | 19 marzo 2025    |
| 75                                                               | 23     | Pierre e Napoleon eseguono l'attacco Eiffel, che tramite passaggi consecutivi di portata progressivamente ridotta, permette loro di superare gli avversari ricalcando la sagoma della Torre Eiffel e avvicinandosi alla porta giapponese. Dopo un tiro che colpisce la traversa, Pierre recupera la sfera e segna il quarto gol per la Francia che torna in vantaggio a 5 minuti dalla fine. Il Giappone e i suoi tifosi sono sconfortati, ma i giocatori in campo non hanno intenzione di arrendersi nonostante le condizioni di gioco avverse. Tsubasa prova un tiro guidato ma viene fermato in partenza da Pierre. Anche i tiri lunghi di Hyuga, Matsuyama e dei gemelli Tachibana - rientrati per tentare di recuperare - vengono respinti dalla Francia. L'ultima speranza della giovanile giapponese risiede nell'avanzata di Misaki, che sfrutta l'anomalia del campo bagnato per fermare il pallone vicino alla porta avversaria e scivolarci vicino. Tsubasa libera la palla dalla difesa francese e Misaki la manda in porta a un istante dal fischio finale. Grazie al gol di Misaki il Giappone ritorna in parità e la partita entra nei tempi supplementari. |                  |                  |
| 76                                                               | 24     | I tempi supplementari 「雨の中の延長戦」 - Ame no naka no enchō sen – "Tempi supplementari sotto la pioggia" | 17 marzo 2024    | 20 marzo 2025    |
| 76                                                               | 24     | La semifinale entra nei tempi supplementari ma il Giappone parte svantaggiato per via dell'inferiorità numerica, aggravata ulteriormente dagli infortuni. L'allenatore riconosce di aver sbagliato ad usare tutte le sostituzioni (peraltro facendo entrare in campo i Tachibana ancora non completamente guariti dall'infortunio rimediato con l'Argentina e Misugi malato al cuore) e non sa come risolvere la situazione, Tsubasa invece idea una strategia difensiva che in un primo momento sembra funzionare. Nel corso del gioco Hyuga subisce un fallo allo stinco e un Cannon Shoot di Napoleon nuoce alla mano destra di Wakashimazu, ancora non del tutto guarita dalla parata del tiro di Schneider. Anche Misugi inizia a sentire la stanchezza dovuta al suo problema al cuore. Tsubasa e Misaki salgono in attacco per segnare un gol con il loro tiro combinato eseguito in aria, ma colpiscono il palo della porta. Napoleon tira nuovamente il suo Cannon Shoot ma Hyuga lo respinge al volo segnando un gol, che però viene annullato perché la palla è entrata in porta qualche istante dopo la fine del primo tempo supplementare. Le due squadre sono ancora in parità. |                  |                  |
| 77                                                               | 25     | Difendere ad ogni costo 「傷だらけの死守」 - Kizu darake no shishu – "Una strenua difesa piena di ferite" | 24 marzo 2024    | 21 marzo 2025    |
| 77                                                               | 25     | Nell'intervallo l'allenatore francese sprona la sua squadra a dare tutta se stessa per battere il Giappone, ponendoselo come obiettivo davanti a quello di vincere il campionato. Inizia il secondo tempo supplementare, ancora sotto la pioggia, e la porta giapponese lasciata scoperta da Wakashimazu, a terra dolorante dopo uno scontro aereo con l'avversario Belmondo, viene ripetutamente presa di mira dagli attaccanti francesi e strenuamente difesa dai J Boys. Misugi spazza la palla in centro campo con una rovesciata e la affida a Tsubasa e Misaki. Tsubasa avanza sulla fascia destra, dove il campo è meno rovinato, e passa la palla a Misaki davanti alla porta, che, non potendo tirare, la passa a sua volta a Hyuga che esprime tutta la propria forza rimasta nel suo tiro della tigre, ancora una volta parato da Pierre. Il gioco torna sulla metà campo giapponese, dove continuano a succedersi tiri e parate senza nessun avanzamento del punteggio fino al fischio che decreta la fine della partita. Anche la pioggia cessa di cadere e i tifosi dello stadio acclamano le due squadre che si sono battute con valore. Il Giappone e la Francia, ancora in parità per 4-4, ora devono giocarsi l'accesso alla finale con i tiri di rigore. Wakashimazu assicura a Tsubasa di riuscire a difendere la rete nonostante la sua ferita alla mano destra, e il primo a tirare per la giovanile francese sarà Pierre. |                  |                  |
| 78                                                               | 26     | La difesa a pugno di Wakashimazu 「奇跡をよぶ拳」 - Kiseki wo yobu kobushi – "Il pugno miracoloso" | 31 marzo 2024    | 24 marzo 2025    |
| 78                                                               | 26     | Pierre inganna Wakashimazu calciando la palla nella stessa direzione del suo piede (al contrario di come fece in precedenza) e segna il primo rigore. Bossi e Ferreri calciano nuovamente a destra per approfittare del punto debole di Wakashimazu, Rust invece tira a sinistra su suggerimento di Pierre e prende in contropiede il portiere che si aspettava un altro tiro alla sua destra. Solo l'ultimo tiro della Francia, tirato da Napoleon, viene parato da Wakashimazu, che respinge la palla con un pugno sopportando il dolore. Per il Giappone i tiri di rigore vengono eseguiti da Hyuga, Matsuyama, Misaki, Misugi e Tsubasa, e tutti quanti superano la presa del portiere Amoro ed entrano in rete. Con un punteggio di 5 a 4 il Giappone conquista il vantaggio ai rigori e vince la semifinale contro la Francia. I tifosi si complimentano con entrambe le squadre, mentre Pierre e Misaki si scambiano la maglietta rinnovando la loro amicizia anche dopo una lunga sfida in cui hanno dovuto scontrarsi. Roberto, che ha seguito la partita fino alla fine, chiede a Barbas di aspettare a proporre a Tsubasa di entrare nella squadra Argentina, in quanto vuole chiedergli per primo di entrare nel Brasile. La giovanile giapponese entra festante negli spogliatoi e annuncia a Soda, che aspettava solitario da parecchi minuti, la lieta notizia della vittoria. |                  |                  |
| 79                                                               | 27     | La finale! 「決勝の獅子たち!」 - Kesshō no shishi tachi! – "I leoni della finale!" | 7 aprile 2024    | 25 marzo 2025    |
| 79                                                               | 27     | Passano alcuni giorni dalla semifinale e il Giappone non perde tempo per allenarsi, tuttavia Misugi, i gemelli Tachibana e Wakashimazu non sono in condizioni di giocare la finale per via dei loro infortuni. All'inizio di una riunione della squadra Wakabayashi condivide con tutti una lista di informazioni sui giocatori tedeschi che ha raccolto quando giocava con loro, e l'allenatore annuncia la formazione iniziale della partita contro la Germania: a farne parte ci saranno Soda, dal momento che sono state ritirate le ammonizioni dell'ultima partita, e Wakabayashi, che viene perdonato dai compagni per come si è comportato con loro all'inizio della trasferta. L'allenatore del Monaco, Foerster, incontra il padre di Karl Schneider, ex allenatore ad interim dell'Amburgo che fu licenziato due anni addietro per aver escluso Schmidt, un giocatore arrogante, in una partita ufficiale. Quella vicenda gli procurò molte critiche dai tifosi, che si abbatterono anche su suo figlio nonostante non ne avesse nulla a che fare. Foerster tuttavia è rimasto fedele al suo vecchio amico e, dopo aver chiesto e ottenuto il trasferimento di Karl nella sua squadra qualche tempo fa, propone anche a lui di farne parte affiancandolo come allenatore. Schneider è felice dell'offerta e Foerster lo invita ad assistere insieme alla finale del campionato in cui sta giocando anche Karl. Durante i festeggiamenti allo stadio per l'inizio della finale, Karl punta lo sguardo sugli spalti e nota con dispiacere che la sua famiglia non è presente. Dal pubblico parte un'ovazione al capitano giapponese Tsubasa, segno che il suo talento è stato notato e apprezzato anche dai tifosi delle altre squadre, e sorprende anche il ritorno di Wakabayashi a difesa della porta giapponese. Dopo il consueto rito di scambio dei gagliardetti, la partita sta per avere inizio. |                  |                  |
| 80                                                               | 28     | Il portiere fantasma 「シュートの嵐」 - Shūto no arashi – "Una tempesta di tiri" | 14 aprile 2024   | 5 maggio 2025    |
| 80                                                               | 28     | Wakabayashi riassume alla squadra gli elementi più forti della Germania, ovvero Schneider, che dev'essere marcato in quanto potrebbe tirare e segnare anche da fuori area, e il portiere Muller, di cui non conosce i punti deboli e perciò chiede di effettuare più tentativi di tiro possibile. Appena inizia la partita, Misaki e Tsubasa si scontrano con Schester e gli rubano la palla sfruttando le informazioni ricevute da Wakabayashi; arrivati alla porta della Germania però, Nitta non riesce a tirare perché assoggettato dal portiere e il tiro della tigre di Hyuga viene parato con facilità. Misaki scarta una seconda volta Schester e passa il pallone a Tsubasa, che si vede costretto a mandarla in rete con il suo tiro guidato. Finora il tiro di Tsubasa è stato faticosamente parato solo da Wakashimazu e da Hernandez, ma Muller riesce a fermarlo con molta destrezza schiacciando al volo il pallone a terra. Con aria di sfida, il portiere fantasma rimanda la palla in campo passandola agli avversari, aspettandosi altri tiri. Questi non mancano di arrivare ma nessuno tra il tiro del falco di Nitta, l'Eagle Shot di Matsuyama, e il tiro a rasoio di Soda (quest'ultimo anche sostenuto da Hyuga che si è preparato a calciare la palla non trattenuta dopo la parata), che hanno mirato agli altri tre angoli della porta, riescono a penetrare la difesa di Muller. |                  |                  |
| 81                                                               | 29     | Schneider vs. Wakabayashi 「シュナイダーVS.若林」 - Shunaidā VS. Wakabayashi | 21 aprile 2024   | 6 maggio 2025    |
| 81                                                               | 29     | Muller rimette la palla in gioco lanciandola direttamente a Schneider che sta correndo verso la porta giapponese, approfittando dell'assenza dei difensori, ma Wakabayashi blocca in tempo il tiro al volo che il suo ex compagno di squadra amburghese stava preparando. Il Giappone torna in attacco: Misaki attira i marcatori di Tsubasa e in quell'istante passa al suo compagno la palla, poi la coppia d'oro, superata la difesa tedesca, prova un attacco a due fasi ma senza successo. In quel momento Karl vede che i suoi genitori e la sua sorellina Marie hanno raggiunto i loro posti sugli spalti, e questo lo sprona a voler segnare il primo gol anche a costo di rubare la palla al suo compagno Schester. Il giovane kaiser scarta tutti i difensori giapponesi e tira il suo Fire Shot, che viene parato da Wakabayashi; a quel punto Schneider lancia al portiere una sfida, scommettendo che il suo prossimo tiro andrà in rete. Il capitano tedesco informa i suoi compagni che, grazie a Wakabayashi, la giovanile giapponese è informata sui punti deboli di tutti loro. Schester riprende il possesso della palla e con Kaltz dribbla fino alla porta giapponese, dove Margus recupera un passaggio lungo e la tira verso la rete. |                  |                  |
| 82                                                               | 30     | Un goal infuocato 「炎の先取点」 - Honoo no senshu ten – "Un primo gol infuocato" | 28 aprile 2024   | 7 maggio 2025    |
| 82                                                               | 30     | Wakabayashi para il tiro di Margus e rimanda la palla in gioco. A seguito di un lieve fallo compiuto verso Tsubasa, il Giappone guadagna un calcio di punizione che viene tirato da Tsubasa e Hyuga in direzione del portiere. Muller è sorpreso di ricevere un tiro dritto verso di lui ed è leggermente in difficoltà, cosa che suggerisce a Hyuga che sia possibile segnare tirando in mezzo alle gambe. Quello infatti è il punto debole di Muller e alla prima occasione Tsubasa tenta un tiro rasoterra che il portiere tedesco riesce solo a deviare senza trattenere. Sia Tsubasa che Muller corrono verso la palla ma il primo a raggiungerla è il portiere, che la calcia con forza verso Schneider in centro campo colpendo il capitano giapponese in pieno volto. Tsubasa non si rialza dopo il duro colpo e la sua squadra, scoraggiata, viene spronata da Wakabayashi a non perdersi d'animo. Nel frattempo la giovanile tedesca avanza verso la porta giapponese e dopo una contesa aerea per la palla tra Margus e Jito, Schneider la recupera fingendo una rovesciata e poi tirando da terra dietro ai due contendenti in caduta. Grazie a questo espediente, Wakabayashi ha la visuale del tiro di Schneider coperta dai due giocatori e scatta con qualche istante di ritardo, arrivando troppo tardi per parare. Schneider conquista così il primo gol della partita e il tifo dello stadio, ma Tsubasa si rialza e con ottimismo promette di riuscire a rimontare. |                  |                  |
| 83                                                               | 31     | Il tiro combinato di Tsubasa e Hyuga 「史上最強のシュート」 - Shijō saikyō no shūto – "Il tiro più potente della storia" | 5 maggio 2024    | 8 maggio 2025    |
| 83                                                               | 31     | Dopo il primo gol della Germania la squadra giapponese riprende coraggio grazie a Tsubasa e torna in attacco. Nitta prova a tirare tra le gambe di Muller ma anche stavolta il portiere para con disinvoltura. Poco dopo Tsubasa recupera il pallone e tira insieme a Hyuga un tiro guidato spinto dalla forza del tiro della tigre che assume un effetto spettacolare, ma come i precedenti non entra in rete. La difesa giapponese arresta l'avanzata di Schneider e Wakabayashi lancia il pallone ai suoi attaccanti. Hyuga e Sawada si apprestano a ripetere il tiro combinato di prima, stavolta in rovesciata e sbilanciato dal lato di Sawada. Misaki accorre per mandare di testa la palla in porta e con una spinta di Tsubasa riesce nell'impresa. Con questo punto il Giappone supera per la prima volta il portiere tedesco e pareggia con la Germania. |                  |                  |
| 84                                                               | 32     | Il cappello di Wakabayashi 「ちぎれた帽子」 - Chigireta bōshi – "Il berretto strappato" | 12 maggio 2024   | 9 maggio 2025    |
| 84                                                               | 32     | Katagiri raggiunge Roberto e Barbas allo stadio e viene messo al corrente che Roberto ha deciso finalmente di portare Tsubasa con sé in Brasile, ma solo se vincerà la partita che sta giocando, altrimenti sarà Barbas ad offrirgli un posto nella sua Argentina. Il primo tempo si conclude con un'azione infuocata: Schneider prende possesso della palla e la tira in porta con un Fire Shot di potenza inaudita, tale da ferire Wakabayashi, incenerire il suo berretto e far esplodere la sfera una volta scontrata con la traversa. La punta della squadra tedesca promette al portiere di segnargli due gol nel secondo tempo. Durante la pausa l'allenatore di Muller sgrida il ragazzo per aver sottovalutato e mancato di rispetto gli avversari, e per questo motivo ha subito un gol. Il padre di Schneider viene notato e acclamato dai tifosi, e annuncia a sua moglie che ha ricevuto un'offerta di lavoro presso la squadra di Karl. Prima di tornare in campo, Katagiri riporta a Tsubasa un messaggio di Roberto. |                  |                  |
| 85                                                               | 33     | Il messaggio di Roberto 「メッセージにこたえろ！」 - Messēji ni kotaero! – "Rispondi al messaggio!" | 19 maggio 2024   | 13 maggio 2025   |
| 85                                                               | 33     | La partita riprende e la Germania attacca con più vigore, mentre il Giappone si difende impeccabilmente. Anche Wakabayashi dà il meglio di sé parando tutti i tiri, in particolare uno infuocato di Schneider e uno a trabocchetto di Kaltz. Tsubasa pensa al messaggio riferitogli da Katagiri riguardante una pagina del quaderno di appunti di Roberto ed evince che il suo idolo si trova sugli spalti ad assisterlo in quel momento. Alla pagina indicata, Roberto scriveva di quanto è divertente e liberatorio il gioco del calcio, e Tsubasa fa sue quelle parole compiendo una serie di dribbling che incanta tutti gli spettatori. Davanti alla porta tedesca, il capitano effettua un passaggio guidato a Misaki, ma Muller respinge la palla, che viene poi contesa da Tsubasa e Schneider. Nessuno dei due ha la meglio ed entrambi escono dallo scontro con la gamba intorpidita. Ottenuta una seconda occasione, Tsubasa non riesce a tirare e passa la palla all'indietro verso Hyuga, il quale la calcia con forza verso la porta. Né Schneider, che si trova nella traiettoria, né Muller riescono a fermare il tiro della tigre, che finisce in rete e porta il Giappone in vantaggio per 2 a 1. |                  |                  |
| 86                                                               | 34     | Verso la vittoria? 「世界一が見えた!?」 - Sekaiichi ga mie ta!? – "La vetta mondiale è in vista?!" | 26 maggio 2024   | 14 maggio 2025   |
| 86                                                               | 34     | La Germania riprende ad attaccare dopo il secondo gol subito, ma la difesa giapponese coordinata da Wakabayashi protegge a dovere la porta. Schneider si rimette in gioco svegliando la sua gamba intorpidita con un morso e prova a tirare nuovamente ma senza successo. In seguito, Kaltz prende la palla e si porta in area di tiro, inganna gli avversari fingendo di ricevere un passaggio quando invece lascia il tiro a Schneider, rimasto scoperto. Il capitano tedesco usa il suo Fire Shot, che Ishizaki devia ricevendolo in piena faccia, poi supera il tentativo di parata di Tsubasa e segna tirando di sinistro il gol del pareggio. Ishizaki, rimasto infortunato, viene sostituito da Izawa e le due squadre devono giocarsi la vittoria negli ultimi sette minuti rimasti. |                  |                  |
| 87                                                               | 35     | Fino all'ultimo secondo! 「決着！」 - Kecchaku! – "La resa dei conti!" | 2 giugno 2024    | 15 maggio 2025   |
| 87                                                               | 35     | Negli ultimi minuti di gioco le due squadre si affrontano con tutta la forza che rimane loro per ottenere un punto che li sollevi dal pareggio. Tsubasa ritorna in attacco in quella che sembra essere l'ultima azione del Giappone, ma viene scalzato da Kaltz e rimane immobile a terra. Nel frattempo Ishizaki lascia l'infermeria per tifare per Tsubasa e incoraggiarlo a rialzarsi. La palla torna in possesso della Germania e Schneider prova nuovamente a segnare il gol decisivo, tuttavia Wakabayashi riesce a respingere il tiro nonostante si fosse gettato nella direzione opposta, e trattiene la palla prima che Margus la calci in rete. Visto l'impegno speso dal suo amico portiere, Tsubasa raccoglie le sue ultime forze per rimettersi in piedi e chiede gridando a Wakabayashi di passargli la palla. Tsubasa, Misaki e Hyuga avanzano verso la porta avversaria, laddove i due compagni di Tsubasa decidono che sarà lui a segnare il gol decisivo. Il capitano si ritrova faccia a faccia contro Schneider, però lo anticipa di un istante e scaglia un colpo di testa effettato che inganna Muller e si insacca in rete, un attimo prima del fischio finale. Il Giappone vince così per 3 a 2 e conquista il titolo di campione mondiale. |                  |                  |
| 88                                                               | 36     | Campioni del mondo! 「大空への誓い」 - Ōzora e no chikai – "Un giuramento al cielo" | 9 giugno 2024    | 16 maggio 2025   |
| 88                                                               | 36     | Il torneo giovanile mondiale si è concluso con la vittoria del Giappone. Il capitano tedesco Schneider si complimenta con la squadra avversaria e scambia con Tsubasa la fascetta di capitano; i due si promettono a vicenda di giocare di nuovo insieme. Segue la premiazione delle due squadre, con le medaglie d'oro e d'argento, in mezzo all'acclamazione di tutto il pubblico e delle persone che hanno seguito la partita in televisione. L'allenatore della Germania invita i suoi ragazzi nello spogliatoio a non piangere per la sconfitta ma a impegnarsi per riconquistare il proprio onore in futuro. Fuori dallo stadio il padre di Karl Schneider annuncia al ragazzo, dispiaciuto per aver mostrato alla sua famiglia una sconfitta, che ha deciso di accettare la proposta di allenare la sua squadra, e promette di ricongiungersi con sua madre e la sua sorellina tornando a essere una famiglia. Tsubasa riceve il trofeo e tiene un discorso in cui ringrazia tutti i tifosi per il sostegno che hanno dato alla squadra. Grazie al supporto di Katagiri, Roberto entra nel campo di gioco e rincontra finalmente Tsubasa dopo tanto tempo. Alla notizia che il suo primo allenatore è pronto a mantenere la promessa fattagli in passato di condurlo in Brasile, il ragazzo lo abbraccia in lacrime. |                  |                  |
| 89                                                               | 37     | Rivelazioni 「告白！」 - Kokuhaku! – "Dichiarazioni d'amore!" | 16 giugno 2024   | 21 maggio 2025   |
| 89                                                               | 37     | I ragazzi sono tornati in Giappone ed essendo alla fine dell'estate sono tutti impegnati a studiare per superare gli esami di ammissione al liceo di Nankatsu, eccetto Tsubasa che alla fine delle medie andrà in Brasile e può allenare gli studenti più giovani. Un giorno Kumi, una manager del club di calcio, si dichiara a Tsubasa ma egli le risponde che c'è un'altra ragazza che le piace, ovvero Sanae, al che Kumi accetta la cosa ma gli chiede di dichiararsi alla sua amica. C'è un altro ragazzo innamorato di Sanae, il rude e arrogante pugile Koshi Kanda, che dopo un rifiuto della ragazza non vuole arrendersi e sfida Tsubasa in un duello, ponendo Sanae come premio. Tsubasa accetta controvoglia la sfida, ritenendo sbagliato contendersi una ragazza, e presenta il suo ritiro dal club di calcio per non coinvolgerlo nella sua decisione personale. Sanae scopre della sfida a pugilato e vi assiste. Quando Tsubasa vince usando il suo colpo speciale, Kanda si ravvede e confessa a tutti di averlo forzato a partecipare, inoltre si addossa la responsabilità del suo ritiro dal club e strappa la relativa lettera. Più tardi Tsubasa dichiara i suoi sentimenti a Sanae. |                  |                  |
| 90                                                               | 38     | Verso il futuro 「新しい時へ！」 - Atarashī toki e! – "Verso una nuova era!" | 23 giugno 2024   | 22 maggio 2025   |
| 90                                                               | 38     | Dopo l'uscita dei ragazzi del terzo anno, la squadra di calcio delle medie della Nankatsu viene battuta nel campionato dalla Otomo. I ragazzi sono abbattuti per aver interrotto la serie di vittorie consecutive dei loro senpai, ma Tsubasa li sprona a migliorarsi invece che a rimpiangere la vittoria. I compagni di Tsubasa intendono continuare a giocare a calcio insieme anche nel club del liceo, e allo stesso modo Hyuga, Wakashimazu e Sorimachi si stanno impegnando per essere ammessi al liceo Toho e diventare titolari della squadra di calcio, e hanno lasciato la loro squadra delle medie in mano a Sawada. Il padre di Misaki decide di tornare in Giappone con lui e, vedendo l'impegno del figlio nel campionato giovanile, intende sforzarsi per dare vita al suo agognato dipinto del monte Fuji; Misaki si iscrive quindi alla scuola media Nankatsu e proseguirà gli studi nel liceo della stessa città assieme ai suoi compagni. Wakabayashi accetta un contratto da professionista come portiere dell'Amburgo, in quanto il titolare si è infortunato e la squadra ha bisogno di un valido sostituto, a condizione che venga assunto come giapponese e che possa servire la sua nazionale se ci sarà bisogno. Tsubasa si allena nel rinomato club dell'Hamana e, malgrado non venga accolto nella nazionale nonostante gli sforzi fatti da Katagiri, quest'ultimo lo convince che può scavalcare qualunque limite (anche di età) e lo incoraggia a farlo perché con la sua intraprendenza veicola i sogni di tutti coloro che credono in lui. Deciso a provarci, Tsubasa si introduce in campo durante un allenamento della nazionale giapponese, e anche se la sua azione non si conclude con un gol viene ugualmente apprezzata e qualche tempo dopo il ragazzo entra ufficialmente nella squadra.                                                                                |                  |                  |
| 91                                                               | 39     | Il sogno di Tsubasa 「飛び立つ翼」 - Tobitatsu Tsubasa – "Tsubasa spicca il volo" | 30 giugno 2024   | 23 maggio 2025   |
| 91                                                               | 39     | In una partita che vede il Monaco contro l'Amburgo, Wakabayashi e Schneider si ritrovano ancora a giocare insieme come avversari. La nazionale giapponese gioca contro il Paraguay e Tsubasa non è stato inserito nello schieramento iniziale, ma entra in gioco nel secondo tempo quando la sua squadra è in svantaggio di 3 gol e il tifo dello stadio chiama all'unisono il suo nome. Tsubasa ridà speranza ai suoi compagni che si erano lasciati abbattere dalla situazione, e segna tre gol prima dello scadere del tempo, facendo parlare molto di sé. A febbraio vengono annunciate le graduatorie di ammissione al liceo e tutti i ragazzi di Nankatsu le hanno superate, eccetto Ishizaki e Urabe che sono comunque in testa alla lista d'attesa. È giunto il momento della partenza di Tsubasa alla volta del Brasile. Nel salutarlo, i suoi genitori non gli annunciano che presto avrà un fratellino, il quale, secondo la mamma, avrà anche lui nel cuore solo il calcio. Tsubasa fa la sua ultima corsetta in giro per la città e alla fermata dell'autobus incontra Sanae che desiderava salutarlo e augurargli di realizzare il suo sogno. |                  |                  |

## Home video
La stagione è stata pubblicata in Giappone in DVD e Blu-ray dal 27 marzo al 25 settembre 2024.
| Volume | Episodi | Pubblicazione giapponese |
| ------ | ------- | ------------------------ |
| 1      | 1-13    | 27 marzo 2024            |
| 2      | 14-26   | 26 giugno 2024           |
| 3      | 27-39   | 25 settembre 2024        |